# Інструменти програмування
Інструменти програмування або інструмента́льне програ́мне забезпе́чення — програмне забезпечення, призначене для використання в ході проєктування, розробки та супроводу програм, на відміну від прикладного і системного програмного забезпечення.

## Системи програмування
До цієї категорії відносять програми, призначені для розробки програмного забезпечення:
- асемблери — комп'ютерні програми, що перетворюють програми у формі початкового тексту мовою асемблера в машинні команди у вигляді об'єктного коду.
- транслятори — програми або технічні засоби, які транслюють програми.
- компонувальники (редактори зв'язків) — програми, які виконують компонування — приймають на вхід один або кілька об'єктних модулів і збирають за ними виконуваний модуль.
- препроцесори початкових текстів — це комп'ютерні програми, що приймають дані на вході та видають дані, призначені для входу іншої програми, наприклад, такої, як компілятор.
- налагоджувач (зневаджувач, англ. debugger) — модулі середовища розробки або окремі програми, призначені для відшукання помилок у програмі.
- текстові редактори — комп'ютерні програми, призначені для створення та змінення текстових файлів, а також їх перегляду на екрані, виведення на друк, пошуку фрагментів тексту тощо.
  - спеціалізовані редактори початкових текстів — текстові редактори для створення та редагування початкового коду програм. Спеціалізований редактор початкових текстів може бути окремим застосунком, або вбудованим в інтегроване середовище розробки (IDE).
- бібліотеки підпрограм — збірки підпрограм або об'єктів, що використовуються для розробки програмного забезпечення.
- редактори графічного інтерфейсу.
- засоби автоматизацій розробки програм (CASE-средства)

Перераховані інструменти можуть входити до складу інтегрованих середовищ розробки.

## Види інструментального ПЗ
- Інтегровані середовища розробки
- SDK
- Компілятори і крос-компілятори
- Інтерпретатори
- Компонувальники
- Асемблери
- Налагоджувачі
- Профілювальники
- Генератори документації
- Засоби аналізу покриття коду
- Засоби неперервної інтеграції
- Засоби автоматизованого тестування
- Системи керування версіями
- Системи керування проєктами
- Системи відстеження помилок
- та інші